# خلية لوكلانشيه

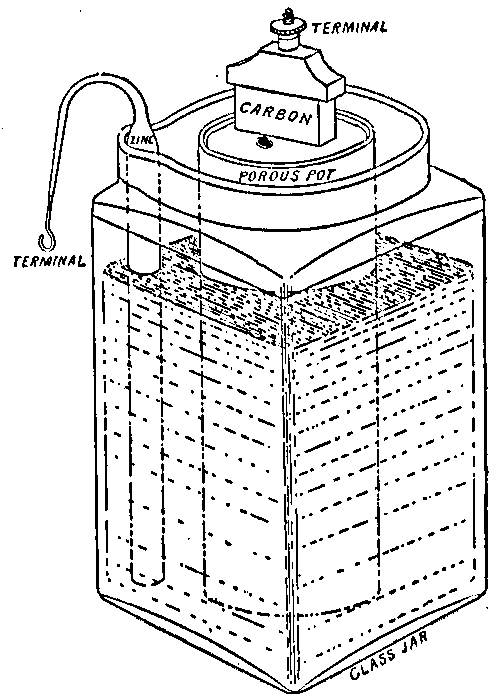
رسم تمثيلي لخلية لوكلانشيه يعود إلى سنة 1919.

خلية لوكلانشيه هي خلية كهركيميائية اخترعها العالم الفرنسي جورج لوكلانشيه Georges Leclanché سنة 1866.
تتكون هذه البطارية من قطب موجب (مهبط) من الكربون، وقطب سالب (مصعد من االزنك؛ مع وجود ثنائي أكسيد المنغنيز عاملاً مؤكسداً ومحلول من كلوريد الأمونيوم كهرلاً (إلكتروليت) في الوسط.
كانت خلية لوكلانشيه رائدة في مجال الكيمياء الكهربائية، واستخدمت المبادئ الكيميائية فيها من الأكسدة والاختزال في صناعة البطاريات الجافة فيما بعد.